# Durangite
La durangite è un minerale appartenente al gruppo della tilasite.